# MÁV 815 sorozat
A MÁV 815 sorozat a Stadler Rail által a MÁV-START részére gyártott emeletes villamos motorvonat, a Stadler KISS harmadik generációs alsorozata. Magyarországon 2020. március 15-én álltak először forgalomba.

## Neve
Az eredeti „DOSTO” név a német Doppelstock, azaz duplatörzsű, emeletes szóból származik. 2010 szeptembere óta a Stadler a vonatot „KISS”-nek nevezi, ami a Komfortabler Innovativer Spurtstarker S-Bahn-Zug rövidítése, ami „komfortos, innovatív, vágtázni képes elővárosi vonat”-ot jelent.
A vágtázó képesség azt jelenti, hogy a vonat képes rövid ideig, néhány percig akár 6000 kW teljesítményt is leadni, amivel megelőzhet más vonatokat rövid nagyobb sebességű pályaszakaszokon.
A Stadler FLIRT motorvonatok modulrendszerű felépítésének elve alapján továbbfejlesztett technológia szerint, a motorvonatot tervező mérnökök törekedtek az alumínium járműszerkezet és a belső berendezések kialakítása során a vasúti űrszelvény adottságain belül rendelkezésre álló tér maximális kihasználására.

## Története
A MÁV-Start 2017-ben kötött keretszerződést a Stadlerral maximum 40 darab 6 részes elővárosi motorvonat beszerzésére, amelyből első részletként 11 darabot hívtak le a 70 és 100a vonalakra, ezt 2018-ban további 8 darab követte, végül 2019-ben lehívták az opciós mennyiségből hátralevő további 21 motorvonatot. Az első legyártott példányok 2019 nyarán érkeztek a MÁV-Starthoz, ahol futáspróbákon és engedélyeztetési eljáráson vettek részt.
Az első szerelvény 2020. március 15-én állt forgalomba a Budapest–Záhony-vasútvonalon. A teljes 40 darabos sorozat leszállítása várhatóan 2022 végéig történik meg. 2020. március 16-án a COVID-koronavírus-járvány miatt elrendelt magyarországi határzár bevezetése okán a Stadler hazarendelte külföldi munkavállalóit, így mivel nem tudják biztosítani a kellő műszaki felügyeletet, a KISS motorvonatok üzeme március 17-étől augusztus 23-ig szünetelt. 2020. augusztus 24 óta újból járnak a magyar vasútvonalakon. Amennyiben mind a 40 motorvonat forgalomba áll, a tervek szerint a 40a és 71 számú vonalak kivételével minden Budapestet érintő villamosított vasútvonalon közlekedni fognak. 2022. szeptember 30-án megérkezett a sorozat negyvenedik tagja. A motorvonatok hosszú távon az Budapest–Hegyeshalom–Rajka-vasútvonal, a Budapest–Esztergom-vasútvonal, a Budapest–Murakeresztúr-vasútvonal, a Budapest–Szob-vasútvonal, a Budapest–Sátoraljaújhely-vasútvonal, a Budapest–Záhony-vasútvonal és a Budapest–Újszász–Szolnok-vasútvonal menetrendi forgalmában vesznek részt. A karbantartásuk az Istvántelki Főműhely felújított csarnokaiban történik. A nagykapacitású motorvonatok beszerzését az Európai Unió 228 milliárd forint értékben támogatta.

## Képek

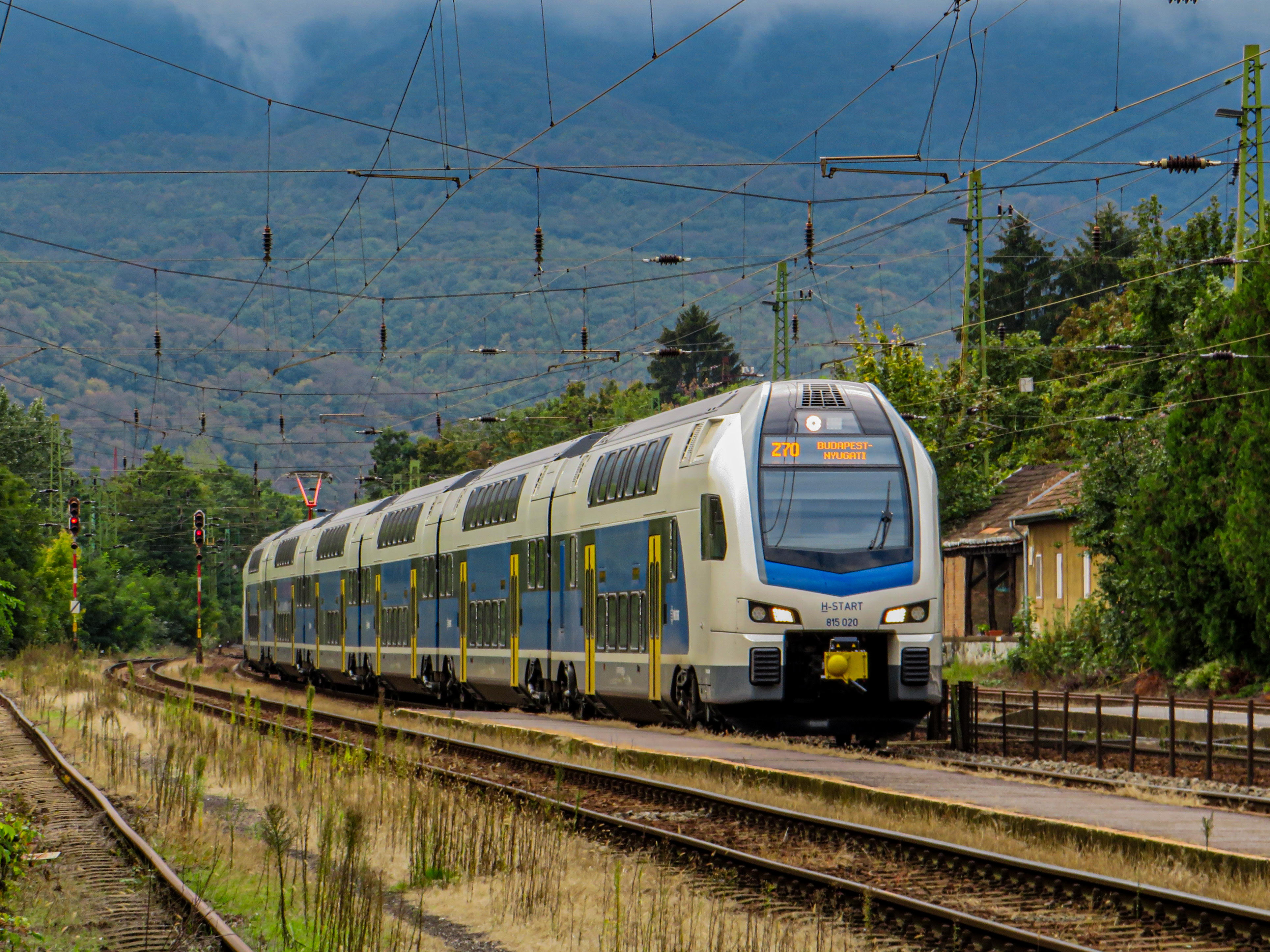
Nagymaroson
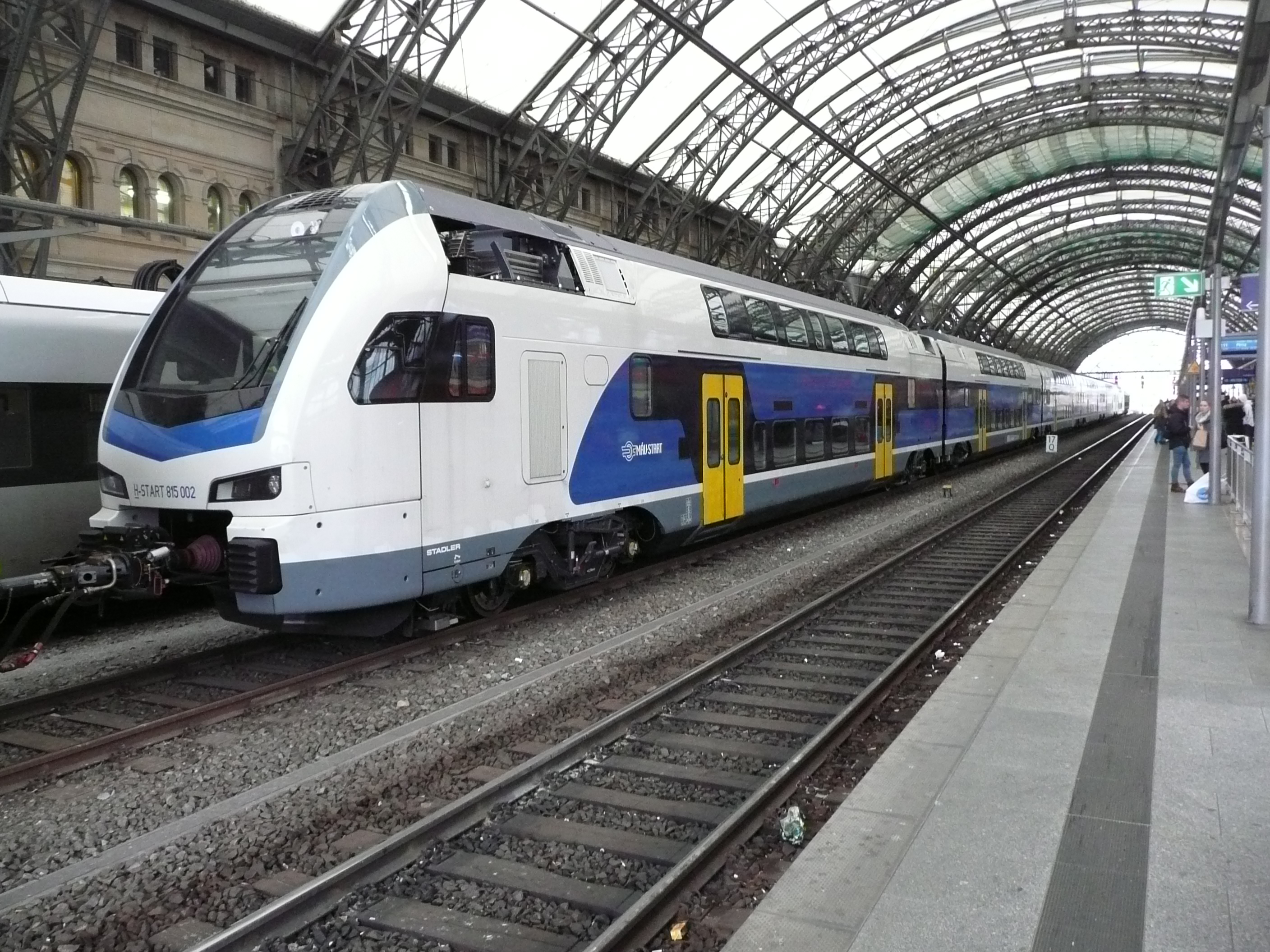
MÁV 815 002 pszú. Stadler KISS motorvonat Drezdában
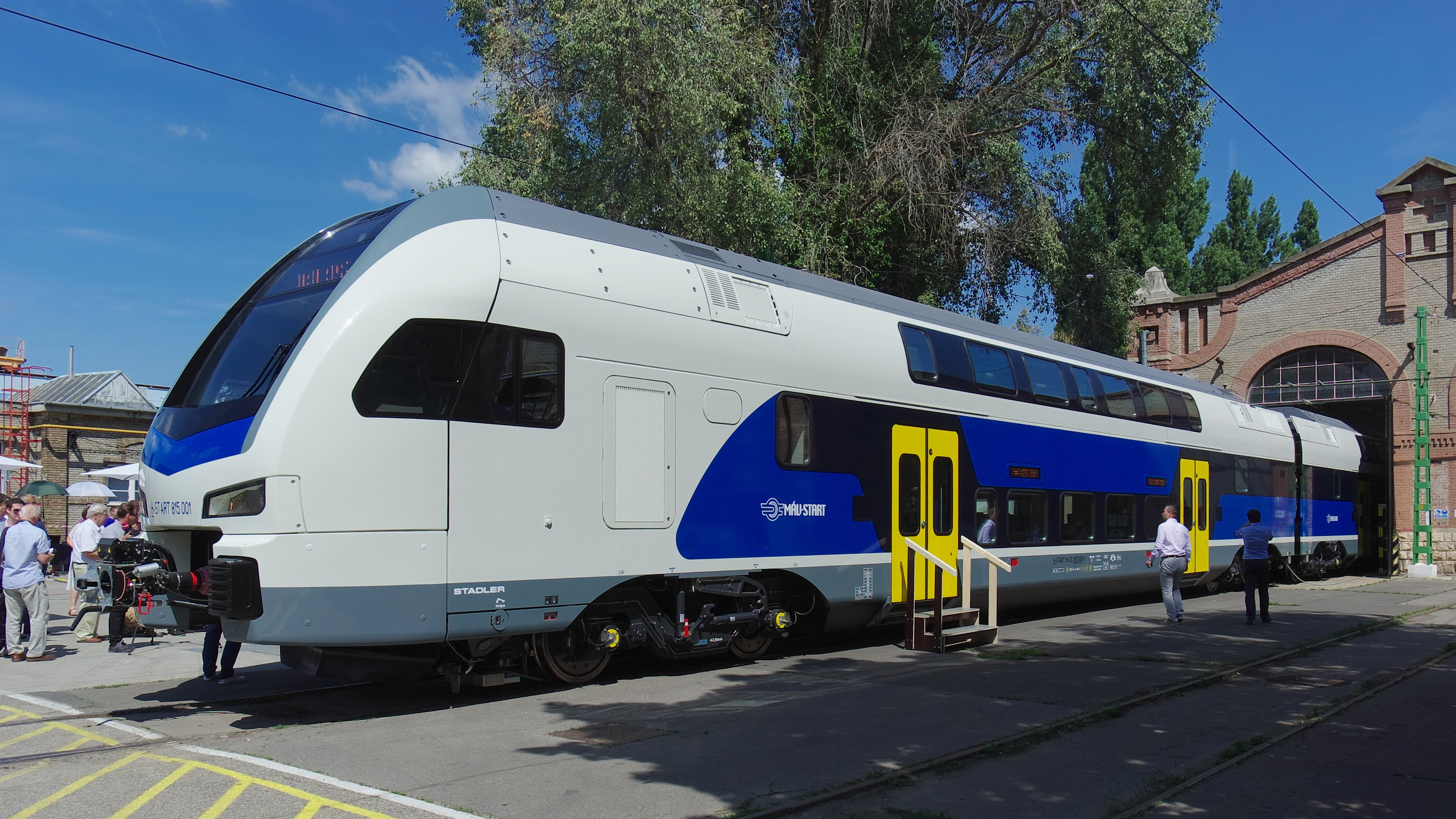
Bemutató az Istvántelki Főműhelyben
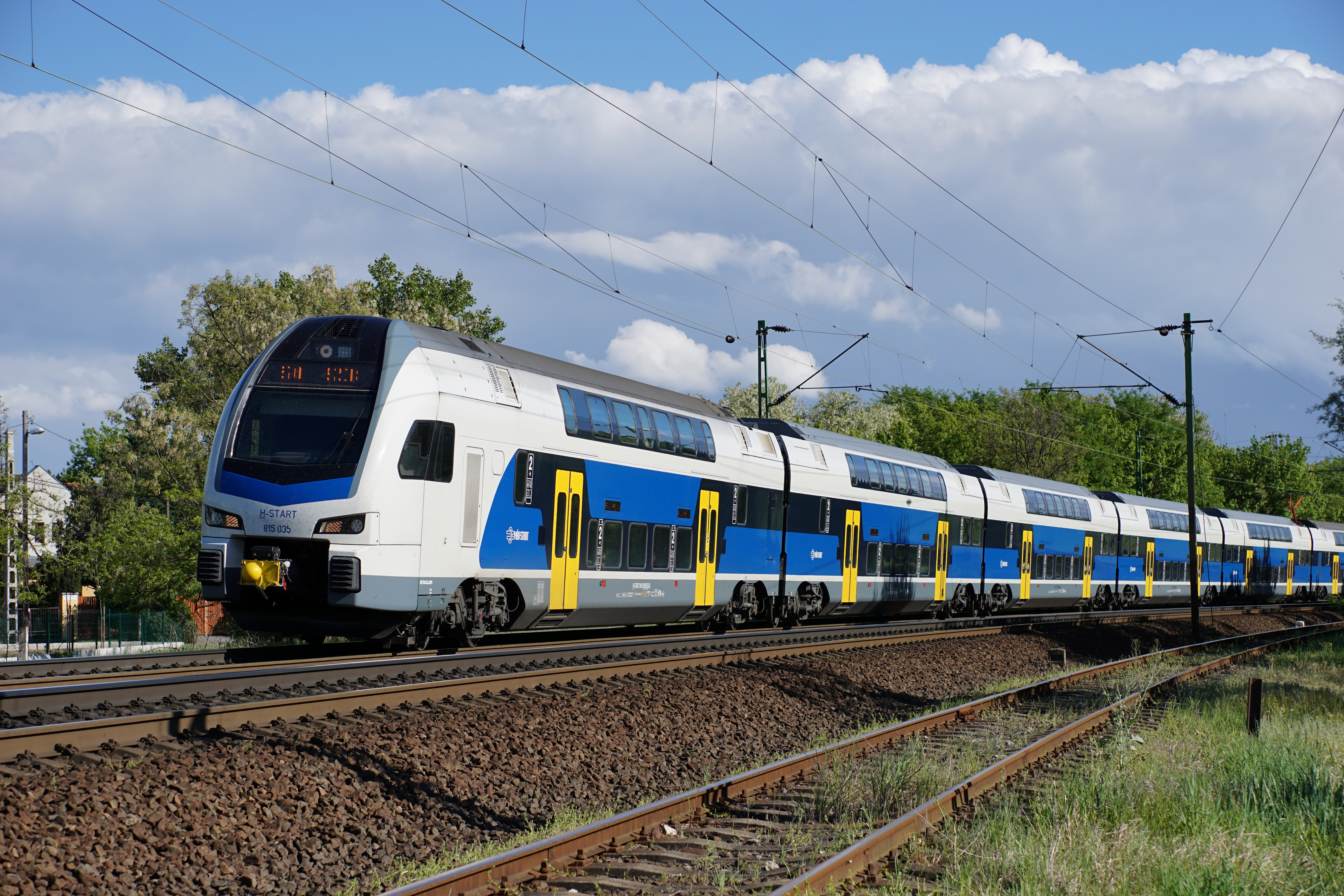
MÁV-START 815 035 "KISS" motorvonat